# Альбаум, Лазарь Израилевич
Ла́зарь Изра́илевич Альбаум (9 марта 1921, Каттакурган — 21 августа 1997, Москва) — узбекистанский советский археолог, историк искусства.

## Биография
Родился в 1921 году в Каттакургане Самаркандской области. В 1922 году семья переехала в Ташкент.
Окончил Среднеазиатский государственный университет в Ташкенте.
В 1941—1943 гг. Воевал на фронтах Великой Отечественной войны, был тяжело ранен под Сталинградом и демобилизован.
С 1948 года работал в Институте истории и археологии АН Узбекской ССР. С 1948 года проводил археологические исследования в Сурхандарье, где обнаружил древние поселения Кучук-тепе и Сапалли-тепа. Гораздо позже узбекские исследователи защитили десятки диссертаций по истории этих поселений.
В 1959 году защитил кандидатскую диссертацию по истории и археологии. Лазарь Альбаум — один из крупнейших специалистов по археологи и истории искусств Узбекистана и Средней Азии, автор многочисленных трудов по археологии, изобразительному орнаменту, и другим аспектам прикладного искусства Узбекистана.
С 1965 по 1970 гг. Изучал росписи Афрасиаба и издал солидную монографию.
С 1968 по 1976 годы раскапывал памятник Кушанского времени Фаяз-тепе.
В 1993 году поселился в Москве, где скончался в 1997 году.

## Список трудов
- Панель Гуримира // Тр. Среднеазиатского гос. ун-та. Новая серия. Вып. 49. Гуманитарные науки. Кн. 6. Ташкент, 1953. С. 131—141.
- Буддийский храм в долине р. Саназар // Докл. АН УзССР. 1955. № 8. С. 57-60.
- Балалык-тепе. К истории материальной культуры и искусства правобережного Тохаристана // АКД. Ташкент, 1958. 16 с.
- Балалык-тепе. К истории материальной культуры и искусства Правобережного Тохаристапа. Ташкент, 1960. 228 с.
- Об этнической принадлежности некоторых «балбалов» // КСИИМК. 1960. Вып. 80. С. 95-100.
- Находка документов письмом брахми в Узбекистане // Эпиграфика Востока. Вып. 16. Л., 1963. С. 134.
- Письменность из замка Занг-тепе // Общественные науки в Узбекистане. 1963. № 2. С. 58-61.
- Новые раскопки в Занг-тепе и индийские документы // Индия в древности. М., 1964. С. 199—209.
- Поселение Кучук-тепе в Узбекистане // Матер. сессии, посвящ. итогам археол. и этнограф, исследований 1964 г. в СССР. Тез. докл. Баку, 1965. С. 59, 60.
- Городище Дальверзин-тепе // История материальной культуры Узбекистана. 1966. Вып. 7. С. 47-65.
- Позднекушаиское погребальное сооружение под Термезом // Общественные науки в Узбекистане. 1968. № 8. С. 56-58 (совм. с Т. Агзамходжаевым).
- К датировке верхнего слоя поселения Кучук-тепе // История материальной культуры Узбекистана. 1969, Вып. 8. С 69-79.
- Памятник эпохи бронзы на территории Сурхандарьи // Общественные науки в Узбекистане. 1969. № 8. С. 69-79.
- Религия, культура, искусство (раздел в главе: Самарканд в эпоху раннего феодализма) // История Самарканда. Т. I. О древнейших времён до Великой Октябрьской социалистической революции. Ташкент. 1969. С. 125—142.
- Новые росписи Афрасиаба // Страны и народы Востока. Вып. 10. Л., 1971. С. S3-89.
- Раскопки буддийского комплекса Фаяз-тепе (по материалам 1968—1972 гг.) // Древняя Вактрия. Л., 1974. С. 53-58.
- Живопись Афрасиаба. Ташкент, 1975. 112с.
- Herren der Steppe (Zur Geschichte und Kultur mittelasiatischer Volker in islamischer Zeit). Berlin, 1976 (совм. с Б. Брентьесом).
- Поселение Кучуктепе. Ташкент, 1979. 112 с. (совм. с A.A. Аскаровым).